# Cam Reddish
Cameron "Cam" Elijah Reddish (Pensilvânia, 1 de setembro de 1999) é um jogador norte-americano de basquete profissional que atualmente joga no Los Angeles Lakers da National Basketball Association (NBA).
Ele jogou basquete universitário no Duke Blue Devils e foi selecionado pelo Atlanta Hawks como a 10º escolha geral no draft da NBA de 2019.

## Carreira no ensino médio
Reddish cursou a Haverford Schoold em Haverford, Pensilvânia, antes de se transferir para a Westtown School em West Chester, Pensilvânia, onde se juntou ao recruta cinco estrelas da classe de 2017 e ao atual jogador da NBA, Mohamed Bamba.
Em seu terceiro ano, Reddish obteve uma média de 16,2 pontos e levou Moose ao título da Friend's School League.
Durante o verão de 2017, Reddish obteve médias de 23,8 pontos, 7,6 rebotes e 3,1 assistências no Nike EYBL. Mais tarde naquele verão, ele jogou pela Seleção Americana Sub-19. Originalmente, ele jogaria pelo time Sub-17 no verão anterior, mas não o fez devido a lesão.
Em seu último ano, ele teve médias de 22,6 pontos e 5,6 rebotes. Depois dessa temporada, ele foi nomeado Mr. Basketball da Pensilvânia de 2018.
Reddish foi selecionado para jogar no McDonald's All-American Game, Jordan Brand Classic e Nike Hoop Summit de 2018.

### Recrutamento
Reddish foi classificado como um recruta de cinco estrelas e considerado um dos melhores jogadores da classe de 2018. Ele foi classificado como o terceiro melhor jogador da classe em 2018 pela 247Sports, enquanto foi classificado como o terceiro melhor recruta na classe de 2018 pela ESPN.
Em 1 de setembro de 2017, Reddish se comprometeu com a Duke University para jogar basquete universitário, juntando-se aos outros dois melhores recrutas RJ Barrett e Zion Williamson.
| Nome | Cidade Natal                                          | Escola/Universidade  | Altura | Peso  | Data da revisão        |
| --- | ----------------------------------------------------- | -------------------- | ------ | ----- | ---------------------- |
| Cam Reddish SF | Norristown, PA                                        | Westtown School (PA) | 2.01 m | 92 kg | 1º de Setembro de 2017 |
| Cam Reddish SF | Recrutamento: Rivals: 247Sports: ESPN: ESPN grade: 96 |                      |        |       |                        |
| Classificação geral de novatos: Rivals: 3º \| 247Sports: 3º \| ESPN: 3 |                                                       |                      |        |       |                        |
| - Nota: Em muitos casos, Scout, Rivals, 247Sports e ESPN podem entrar em conflito em suas listas de altura e peso, nestes casos, a média foi obtida. A ESPN mede os calouros numa escala de 0 a 100. - Fonte: |                                                       |                      |        |       |                        |

## Carreira universitária

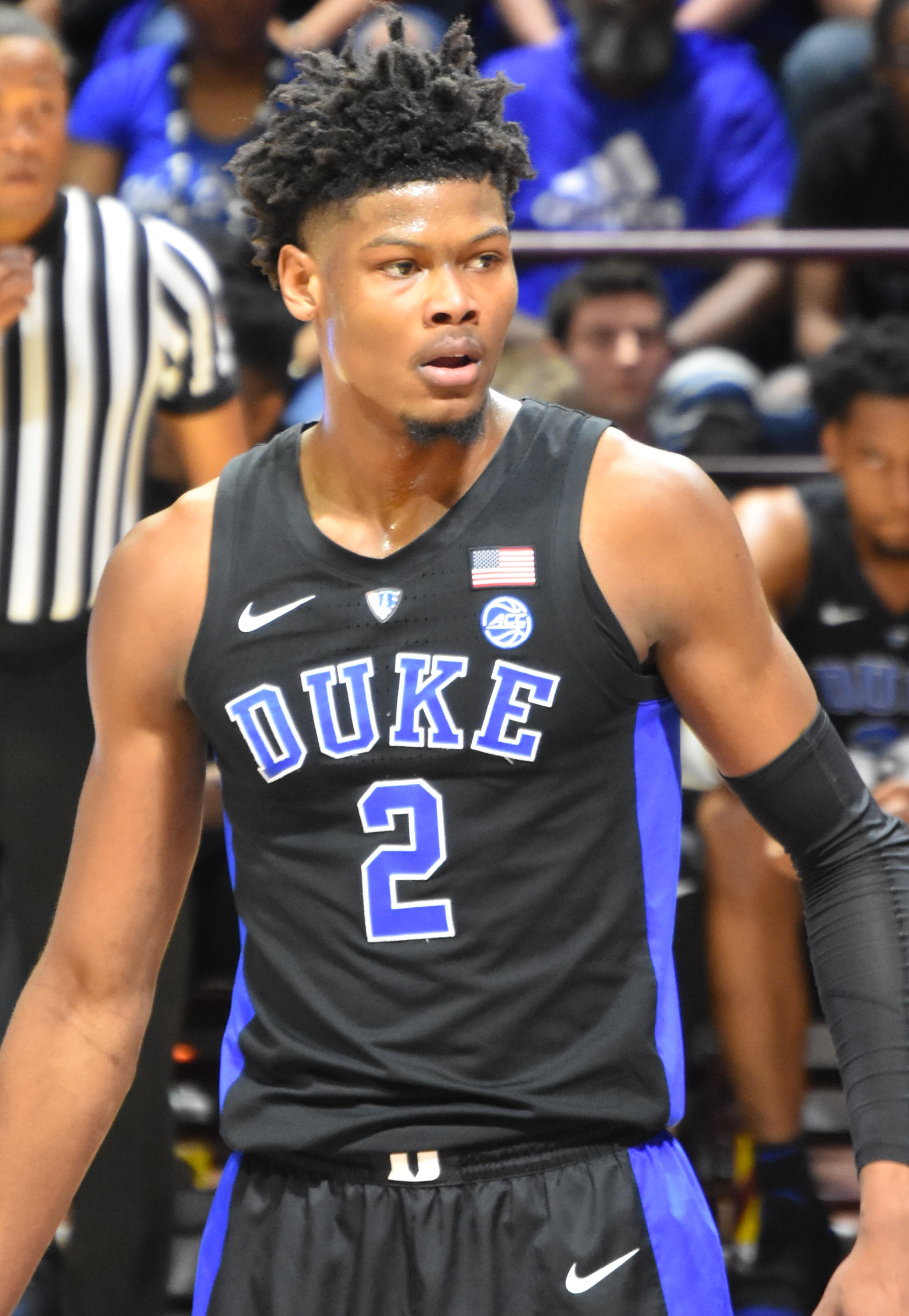
Reddish no Duke Blue Devils em 2019

Em sua estreia em Duke, Reddish marcou 22 pontos na vitória por 118-84 sobre Kentucky no Champions Classic de 2018. Em 12 de janeiro de 2019, ele marcou 23 pontos, incluindo a cesta da vitória, contra Florida State. Em 5 de fevereiro de 2019, Reddish registrou 24 pontos e 4 rebotes em uma vitória de 80-55 sobre Boston College. Em 12 de fevereiro, ele marcou 22 pontos na vitória de 71-69 contra Louisville. Em 2 de março, Reddish registrou 19 pontos e 7 rebotes na vitória de 87-57 sobre Miami.
Ele jogou em 36 jogos e teve médias de 13,5 pontos, 3,7 rebotes e 1,9 assistências, enquanto acertou 33% na faixa de três pontos.
Em 11 de abril de 2019, Reddish se declarou elegível para o Draft da NBA de 2019.

## Carreira profissional

### Atlanta Hawks (2019–2022)
Em 20 de junho de 2019, Reddish foi selecionado pelo Atlanta Hawks com a 10ª escolha geral no Draft da NBA de 2019. Em 1 de julho de 2019, Reddish assinou um contrato de 4 anos e US$19.3 milhões com os Hawks.
Em 24 de outubro de 2019, Reddish estreou na NBA, sendo titular em uma vitória de 117-100 sobre o Detroit Pistons, e registrou um ponto, sete rebotes, uma assistência e um roubo. Em 10 de janeiro de 2020, ele registrou 9 pontos e 8 rebotes contra o Washington Wizards. Em 6 de março de 2020, ele marcou 28 pontos em 28 minutos contra os Wizards.
Em sua primeira temporada, Reddish jogou em 58 jogos e teve médias de 10,5 pontos, 3,7 rebotes e 1,5 assistências.

### New York Knicks (2022–2023)
Em 13 de janeiro de 2022, os Hawks trocaram Reddish, junto com Solomon Hill, uma escolha de segunda rodada do draft de 2025 e considerações em dinheiro, para o New York Knicks em troca de Kevin Knox e uma futura escolha de primeira rodada.
Em 23 de janeiro de 2022, Reddish fez sua estreia nos Knicks e registrou dois pontos e dois rebotes. Em 10 de março, os Knicks anunciaram que Reddish perderia o resto da temporada devido a uma lesão no ombro direito.
Entrando na temporada de 2022–23, o técnico dos Knicks, Tom Thibodeau, não tinha certeza do papel que Reddish desempenharia em sua rotação. Depois de ter alguns jogos como titular no início de novembro, Thibodeau anunciou em 6 de dezembro de 2022 que Reddish havia saido de sua rotação de nove jogadores.

### Portland Trail Blazers (2023–Presente)
Em 9 de fevereiro de 2023, Reddish foi negociado com o Portland Trail Blazers em uma troca de quatro equipes que também envolveu o Charlotte Hornets e o Philadelphia 76ers. No dia seguinte, ele fez sua estreia no Trail Blazers e registrou 11 pontos, dois rebotes e duas assistências na derrota por 138-129 para o Oklahoma City Thunder.

## Estatísticas da carreira

### NBA

#### Temporada regular
| Ano      | Equipe   | PJ  | PT | MPJ  | AP   | 3P   | LL   | RT  | AS  | BR  | TO | PPJ  |
| -------- | -------- | --- | -- | ---- | ---- | ---- | ---- | --- | --- | --- | -- | ---- |
| 2019–20  | Atlanta  | 58  | 34 | 26.7 | .384 | .332 | .802 | 3.7 | 1.5 | 1.1 | .5 | 10.5 |
| 2020–21  | Atlanta  | 26  | 21 | 28.8 | .365 | .262 | .817 | 4.0 | 1.3 | 1.3 | .3 | 11.2 |
| 2021–22  | Atlanta  | 34  | 7  | 23.4 | .402 | .379 | .900 | 2.5 | 1.1 | 1.0 | .3 | 11.9 |
| 2021–22  | New York | 15  | 0  | 14.3 | .415 | .258 | .906 | 1.4 | .7  | .8  | .3 | 6.1  |
| 2022–23  | New York | 20  | 8  | 21.9 | .449 | .304 | .879 | 1.6 | 1.0 | .8  | .4 | 8.4  |
| 2022–23  | Portland | 20  | 12 | 27.6 | .443 | .318 | .833 | 2.9 | 1.9 | 1.2 | .3 | 11.0 |
| Carreira | Carreira | 173 | 82 | 23.7 | .409 | .308 | .856 | 2.6 | 1.2 | 1.0 | .3 | 9.8  |

### Playoffs
| Ano  | Equipe  | PJ | PT | MPJ  | AP   | 3P   | LL   | RT  | AS  | BR  | TO | PPJ  |
| ---- | ------- | -- | -- | ---- | ---- | ---- | ---- | --- | --- | --- | -- | ---- |
| 2021 | Atlanta | 4  | 0  | 23.0 | .528 | .643 | .800 | 3.5 | 1.8 | 1.5 | .5 | 12.8 |

### Universitário
| Ano     | Equipe | PJ | MPJ  | AP   | 3P   | LL   | RT  | AS  | BR  | TO | PPJ  |
| ------- | ------ | -- | ---- | ---- | ---- | ---- | --- | --- | --- | -- | ---- |
| 2018–19 | Duke   | 36 | 29.7 | .356 | .333 | .772 | 3.7 | 1.9 | 1.6 | .6 | 13.5 |

Fonte:

## Prêmios e Homenagens
NBA
- Campeão da Copa NBA: 2023

## Vida pessoal
Filho de Zanthia e Robert Reddish, Cam nasceu em Norristown, Pensilvânia. Seu pai, Robert, jogou basquete universitário na VCU. Ele tem um irmão mais novo, Aaron, que jogou basquete no ensino médio no Pebblebrook Falcons em Mableton, Geórgia.
Reddish deu a entender que ele é um jogador ávido e ama especialmente o UFC 4 da Electronic Arts.